# 普林斯頓 (加利福尼亞州)
普林斯頓（英語：Princeton）是位於美國加利福尼亞州科盧薩縣的一個人口普查指定地區。

## 地理
普林斯頓的座標為39°24′12″N 122°00′36″W / 39.40333°N 122.01000°W，而該地最高點為海拔高度25米（即82英尺）。

## 人口
根據2010年美國人口普查的數據，普林斯頓的面積為4.756平方千米，當中陸地面積為4.756平方千米，而水域面積為0.000平方千米。當地共有人口303人，而人口密度為每平方千米63人。